# Джастификационизм
Джастификационизм (от англ. justificationism - justification) — позитивистский (в некоторых источниках постпозитивистский) метод науки, в основе которого лежит предположение о том, что научная теория обосновывается фактами, логическими последовательностями. Термин введён И. Лакатосом.

## Джастификационизм по Лакатосу
Веками люди считали, что знание есть то, что обосновывается доказательными знаниями интеллекта либо проявлениями чувств. Однако скептики усомнились в этом ещё до начала н. э. И хотя эти предположения были подавлены с появлением физики (времён Ньютона), сомнения оставались. И вот теорию Ньютона сменяет теория относительности Эйнштейна, и снова ставится вопрос о пересмотре и реформации философских направлений, так как физика неразрывно связана с философией. Лакатос проводит ряд реформ, вводит новые термины. Он вводит понятия положительная и отрицательная эвристика. При этом положительная эвристика характеризует методы, которыми следует воспользоваться, а отрицательная методы, которые не следует избирать (при исследовании). В это же время на смену методологическому фальсификационизму приходит утончённый фальсификационизм. Это означало, что утончённый фальсификационист считает теорию фальсифицированной исключительно в том случае, если предложена сходная теория, имеющая дополнения, эмпирическое содержание, и поясняющая предыдущую. Выходит, что исследования в этот период ограничиваются изучением ряда последовательных теорий на одну тематику и не дают возможности разрабатывать отдельно взятую теорию, что значительно усложняет исследования.
Лакатос подробно изучил исторические случаи, из чего сделал вывод: «Некоторые из самых значительных исследовательских программ в истории науки были привиты к предшествующим программам, с которыми они были в вопиющем противоречии». И. Лакатос являлся продолжателем Поппера, что в свою очередь оставило след в его научно-исследовательских работах.
В своём научном труде «Фальсификация и методология научно-исследовательских программ» он писал: «„Джастификационисты“ полагают, будто научное знание состоит из доказательно обоснованных высказываний. Признавая, что чисто логическая дедукция позволяет только выводить одни высказывания из других (переносить истинность), но не обосновывать (устанавливать) истинность, они по-разному решают вопрос о природе тех высказываний, истинность которых устанавливается и обосновывается внелогическим образом. Классические интеллектуалисты (в более узком смысле — „рационалисты“) допускают весьма различные, но в равной мере надежные типы „внелогического“ обоснования — откровение, интеллектуальную интуицию, опыт». (глава 2)
В основу джастификационизма (от англ. justify — подтверждать, обосновывать) Лакатос закладывал эмпирицизм и интеллектуализм. Лакатос относит к джастификационизму «интеллектуализм», который в качестве внелогического обоснования опирается на априорные суждения или сверхчувственные данные, и «эмпирицизм», который кладет в основание теории узкое множество «твердо установленных фактов».